# Meizodon krameri
Espèce
Statut de conservation UICN

 DD  : Données insuffisantes
Meizodon krameri est une espèce de serpent de la famille des Colubridae.

## Répartition
Cette espèce est endémique du Kenya.

## Publication originale
- Schätti, 1985 : Systematics of east African species of Meizodon Fischer, 1856 (Reptilia, Serpentes, Colubridae). Monitore Zoologico Italiano, suppl. 20, p. 149-175.